# Volfram
Volfram är ett metalliskt grundämne som upptäcktes 1783 av Carl Wilhelm Scheele. Volfram har den högsta smältpunkten av alla metaller och används därför bland annat i glödlampor.

## Historik och namn

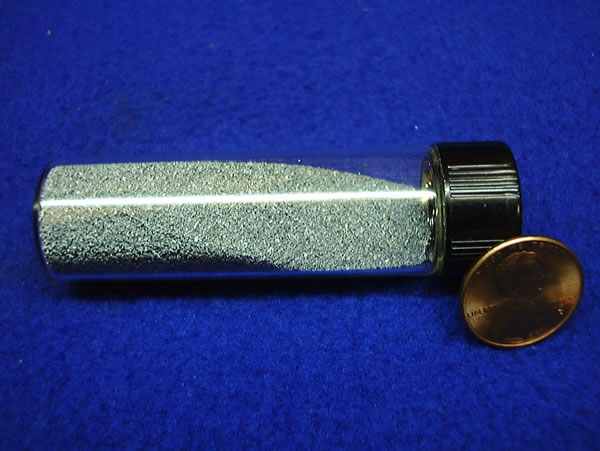
En behållare med volfram

Då bergsmännen i Sachsen och Böhmen utvann tenn ur kasserit, upptäckte de ibland störningar under reduktionsprocessen, som gjorde att den utvunna tennmängden minskade. Han antog att störningen berodde på ett främmande ämne som kallades för Wolf, senare Wolfs-Rahm eller Wolfs-Schaum, då de "åt upp" tennet i malmen. Georgius Agricola översatte i De natura fossilium 1546 namnet till Spuma Lupis ("Vargens fradga"). Det ansågs länge tillhöra tennmalmerna tills Axel Fredrik Cronstedt 1751 beskrev en järnmalm från Bispberget i Säters socken, där han påträffat ett nytt mineral, scheelit. I sin 1758 utgivna Försök til mineralogie gav han mineralet namnet tungsten. Torbern Bergman och Carl Wilhelm Scheele fortsatte undersökningarna, och Scheele lyckades 1781 påvisa att det Cronstedt kallat tungsten var en kemisk förening av kalk med en tidigare okänd syra, tungstenssyra. 1781 kom de spanska bröderna Juan José Elhuyar och Fausto Elhuyar till Freiburg för att studera kemi och mineralogi och fick här kunskap om volfram. Juan José Elhuyar arbetade senare ett halvår under Torbern Bergman, och fick där kunskaper om de svenska studierna av tungsten. Kort efter att Juan José återvänt till Vergara där hans bror arbetat som lärare sedan 1781 kunde de båda bröderna 1784 isolera volfram ur ett stycke volframit, och i samband därmed upptäcka att volfram och tungsten var samma metall. Trots att metallen nu framreducerats dröjde det till 1850-talet innan de första försöken att använda volfram och dess föreningar för industriellt bruk. Det började inom textilindustrin, där man använde natriumvolframat som betmedel vid färgning av tyg. Senare kom stålindustrin att börja använda volfram som legeringsmedel.
Tidigare hade ett annat mineral i tysk bergshantering kallats Wolfram ("vargfradga"), och "volfram" var det namn bröderna de Elhuyar gav sitt nya grundämne. Scheeles tungsten blev också en spridd benämning, men numera syftar tungsten i svenska språket enbart på scheelit. På engelska kallas grundämnet dock fortfarande tungsten, och motsvarande ord finns på bland annat franska, portugisiska, italienska, turkiska och hebreiska. Symbolen W och det nutida svenska namnet volfram kommer från tyska "Wolfrahm". Det tyska namnet syftar på det "varglika" sätt på vilket grundämnet reagerade med smält tenn.

## Egenskaper
Volframs mest kännetecknande egenskap är dess höga smältpunkt, 3 695 Kelvin, den högsta bland alla metaller och näst högst bland alla grundämnen. Kokpunkten är 5 828 Kelvin, vilket är högst av alla grundämnen. Volfram har också en anmärkningsvärt hög dragstyrka, ungefär 2 000–3 500 MPa vid 25 °C.
Volfram är den enda metallen från den tredje övergångsmetallserien som förekommer i biomolekyler. Volfram är också det tyngsta kända ämnet som används av levande organismer.

## Användning

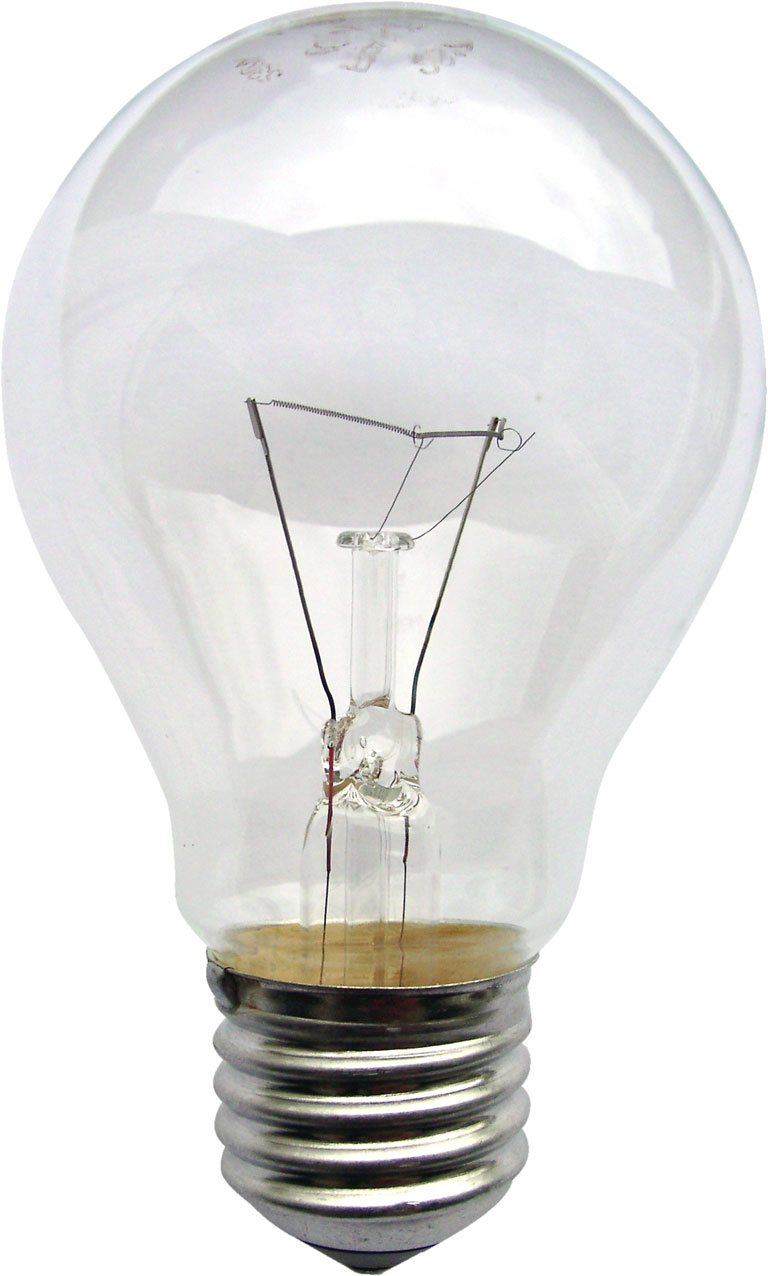
En glödlampa med en glödtråd av volfram

Volfram används främst vid metallbearbetning och gruvdrift samt till byggnadsmaskiner. Oftast används då väldigt hårda volframkarbider som WC och W2C. Det näst största användningsområdet är i lampor och andra elektriska tillämpningar. Eftersom volfram tål mycket höga temperaturer används det i glödtrådar till glödlampor men även i elektroder för TIG-svetsning. Kalcium- och magnesiumvolframater kan också användas i lysrör. Wolframlampor används flitigt i spektrofotometer, då det är en utmärkt källa till kontinuerligt synlig och infraröd strålning, med användbar strålning i våglängderna 320–2 500 nm. Ferrovolfram används ofta till legering och man använder det till stålverktyg och snabbstål.
Volfram används även militärt av moderna stridsvagnar i form av pansarbrytande pilprojektiler där kombinationen av ämnets densitet och hårdhet är eftersträvansvärda egenskaper. Volfram har en densitet högre än bly, som annars används i olika typer av ammunition. Bly är dock väldigt mjukt och fungerar inte mot hårda mål. Volfram är hårdare än stål, och kombinationen av hög densitet och hög hårdhet innebär att ämnet lämpar sig bra för att slå igenom pansarplåt.

## Förekomst
Volfram är ett mycket sällsynt grundämne. Halten av ämnet i jordskorpan är endast cirka 1 g/ton. Ämnet förekommer också endast i låga koncentrationer i jordens hydro- och biosfärer. Halten i havsvatten är endast cirka 0,1 mg/ton.
Ungefär hälften av världens volframtillgångar finns i Kina. Också Ryssland, USA, Kanada, Sydkorea och Bolivia har betydande tillgångar. Scheelit har i Sverige brutits bland annat i gruvan i Yxsjöberg.
Volfram förekommer inte i ren form i naturen. Den främsta gruppen av volframföreningar är volframaterna. Förutom volframaterna känner man även till några sulfider, ett silikat och en oxyklorid, men dessa är väldigt sällsynta. De ekonomiskt mest viktiga volframmineralen är scheelit och volframit.